# Venancio Antonio Morín
Venancio Antonio Morín (San Francisco Javier de Lazama, estado Guárico, Venezuela, 1 de abril de 1843-Altagracia de Orituco, Venezuela, 28 de septiembre de 1919) fue un militar y político venezolano. Morín apoyó a los federalistas durante la Guerra Federal y posteriormente a Joaquín Crespo y al liberalismo amarillo en varias oportunidades, participando en la Revolución de Abril, en la Revolución Legalista, y sofocando alzamientos en contra de Crespo. 
También desempeñó varias posiciones políticas, incluyendo como miembro de la Corte Suprema del estado Guzmán Blanco, jefe civil y militar del distrito Monagas (en el estado Guárico), y diputado a la Asamblea Constituyente por el estado Miranda.

## Carrera
Morín sirvió en varias funciones políticas y municipales después de elecciones en 1863 y 1864. Durante la Guerra Federal apoyó al bando federalista, y en 1864 capturó al general Desiderio Escobar, quien recorría los pueblos de Altagracia de Orituco para derrocar al presidente del estado Guárico, Zoilo Medrano. Durante la Revolución de Abril, asistió al general Natividad Solórzano en el bando liberal a penetraron las defensas del pueblo de Lazama hasta la plaza el 25 de febrero de 1870.
En 1873 ejerció los empleos municipales en Lezama en el censo y estadística de la misma entidad, y en 1874 fue electo como diputado suplente a la cámara legislativa del estado Guárico. Luego de asumir la presidencia 1882 del estado Guzmán Blanco, Joaquín Crespo designó a Venancio como miembro de la Corte Suprema del estado, aunque Morín no desempeñó la posición al ocuparse de actividades agrícolas y pecuarias en Altagracia de Orituco. En 1883 ayudó a sofocar un levantamiento de Juan Antonio Machado en el oriente de Guárico. También ayudó a aplacar un levantamiento de Venancio Pulgar, después de lo cual fue electo como concejal de Altagracia de Orituco.

### Revolución Legalista
En 1892 Morin vuelve a respaldar a Joaquín Crespo durante la Revolución Legalista y figura entre los líderes de la división legalista conformada en Orituco, quienes se enfrentan a los continuistas en la plaza de Chaguaramas el 16 de abril, un día después del Combate de Jobo Mocho. Después de la victoria de la Revolución Legalista, el presidente del estado Miranda, Elías Rodríguez, designó a Venancio como jefe civil y militar del distrito Monagas (Orituco). En las elecciones a la Asamblea Constituyente en mayo de 1893, Morín fue electo como diputado por el estado Miranda. Posteriormente asistió a los congresos constitucionales de 1894, de 1895, de 1896, de 1897, y al congreso extraordinario de 1894.